# Ташли
Ташли́ (рос. Ташлы, башк. Ташлы) — село у складі Альшеєвського району Башкортостану, Росія. Адміністративний центр Ташлинської сільської ради.
Населення — 454 особи (2010; 541 в 2002).
Національний склад:
- башкири — 98 %